# Лэкэтуш, Мариус
Ма́риус Миха́й Лэкэту́ш (рум. Marius Mihai Lăcătuş; 5 апреля 1964, род. Брашов, Брашов, Румыния) — румынский футболист, выступавший на позиции оттянутого нападающего. Игрок сборной Румынии.
Участник двух чемпионатов мира (1990, 1998), чемпионата Европы (1996). Автор двух мячей в ворота сборной СССР на чемпионате мира 1990 года в Италии.
Большую часть своей карьеры провёл в бухарестском «Стяуа», в составе которого 10 раз становился чемпионом Румынии, что является национальным рекордом, выигрывал Кубок европейских чемпионов и Суперкубок УЕФА.
До 2011 года тренер «Стяуа».

## Достижения
- Чемпион Румынии (10 раз) — 1984/85, 1985/86, 1986/87, 1987/88, 1988/89, 1993/94, 1994/95, 1995/96, 1996/97, 1997/98
- Обладатель Кубка Румынии (6 раз) — 1984/85, 1986/87, 1988/89, 1995/96, 1996/97, 1998/99
- Обладатель Суперкубка Румынии (3 раза) — 1994, 1995, 1998
- Обладатель Кубка европейских чемпионов — 1985/86
- Обладатель Суперкубка УЕФА — 1986
- Орден «За спортивные заслуги» II степени (2008, Румыния)[3]